# کراتکا وس
کراتکا وس (به چکی: Krátká Ves) یک منطقهٔ مسکونی در جمهوری چک است که در ناحیه هاولیتشکوف برود واقع شده‌است. کراتکا وس ۵٫۶۹ کیلومتر مربع مساحت و ۱۵۰ نفر جمعیت دارد و ۴۹۸ متر بالاتر از سطح دریا واقع شده‌است.